# دلاور (آلبوم آشانتی)
دلاور (به انگلیسی: Braveheart) آلبومی از هنرمند اهل ایالات متحده آمریکا آشانتی است که در ۴ مارس ۲۰۱۴ منتشر شد.